# Couleurs FM
Radio Couleurs FM appelée le plus souvent Couleurs FM, anciennement Radio Jacasse est une radio associative émettant dans le Nord-Isère en France depuis 1981.

## Histoire
La radio fut d'abord créée à Villefontaine sous le nom de Radio Jacasse, avant de déménager à Bourgoin-Jallieu. Elle change de nom en 1994 et prend le nom de Radio Couleurs FM.

## Réception
Il est possible de l'écouter en Nord-Isère à la fréquence 97.1 FM. Elle est également disponible via DAB+.